# Wadi Banu Khalid

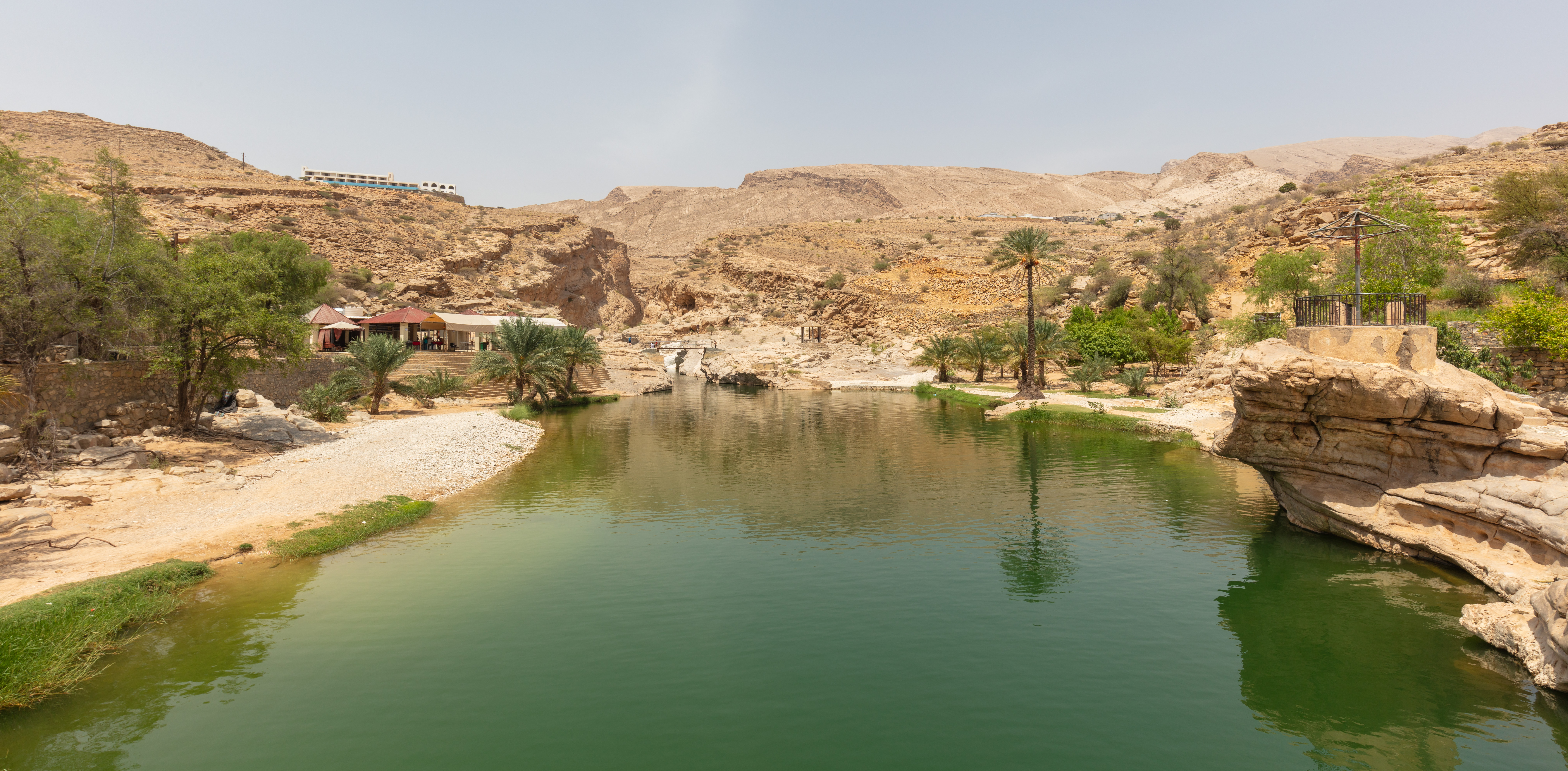

Wādī Banī Khālid ( en árabe: وَادِي بَنِي خَالِد‎) es un wadi y una atracción turística en Omán. Su arroyo mantiene un caudal constante de agua durante todo el año. A lo largo del cauce del wadi se encuentran dispersos grandes charcos de agua y rocas. Como área geográfica, el wadi cubre una gran franja de tierras bajas y las montañas Hajar.
Las cuevas forman algunas de las características de este wadi. Estos incluyen Kahf Maqal ( كَهْف مَقَل), que fue descrita como una "cámara subterránea" del Sultanato de Omán, o la mejor de 4.000 cuevas. Aflāj (canales subterráneos) y manantiales también son comunes en este wadi, incluido ʿAin Ḥamūdah ( عَيْن حَمُوْدَة), ʿAin aṣ-Ṣārūj ( عَيْن ٱلصَّارُوْج) y ʿAin Dawwah ( عَيْن دَوَّه).

## Galería de imágenes

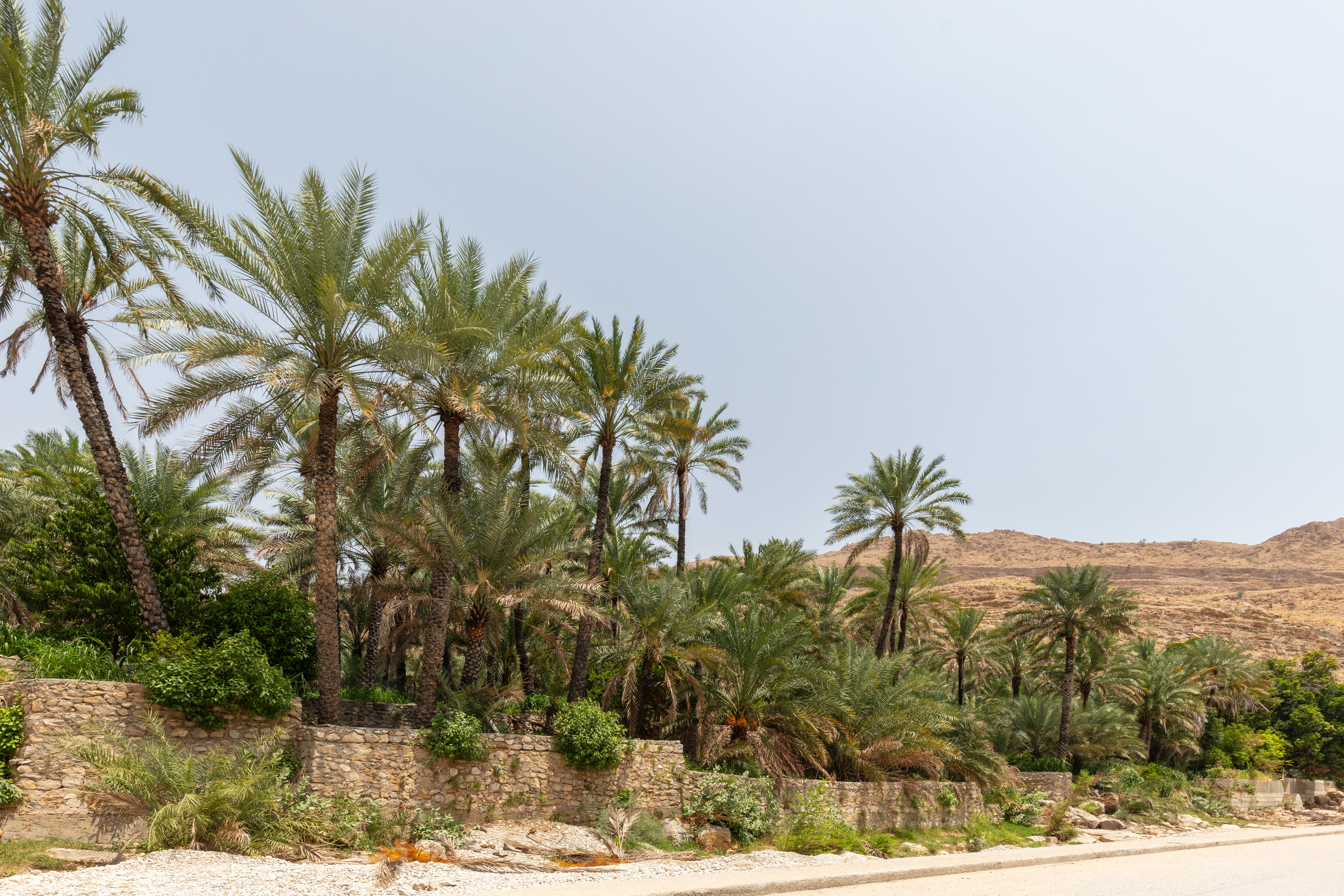
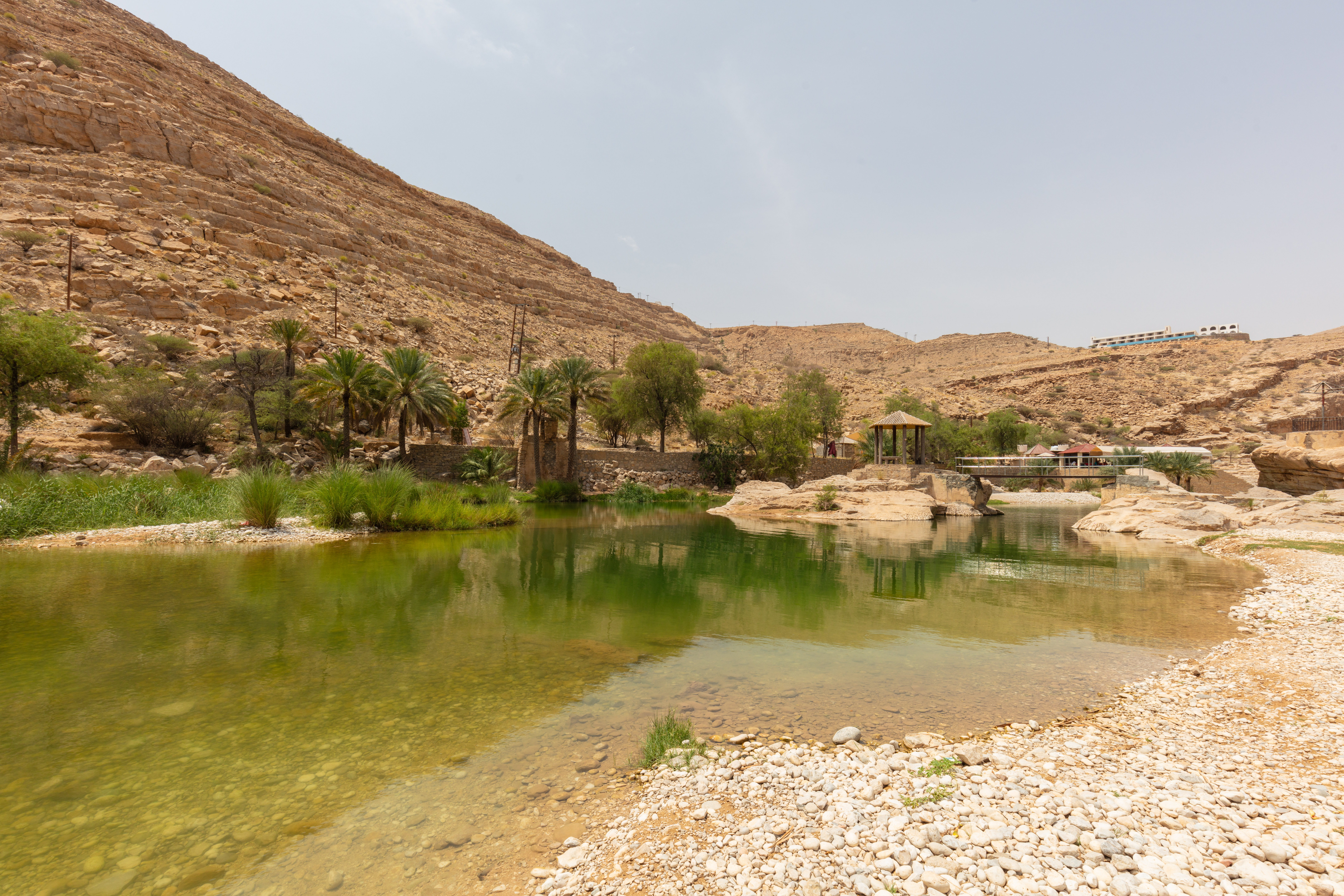
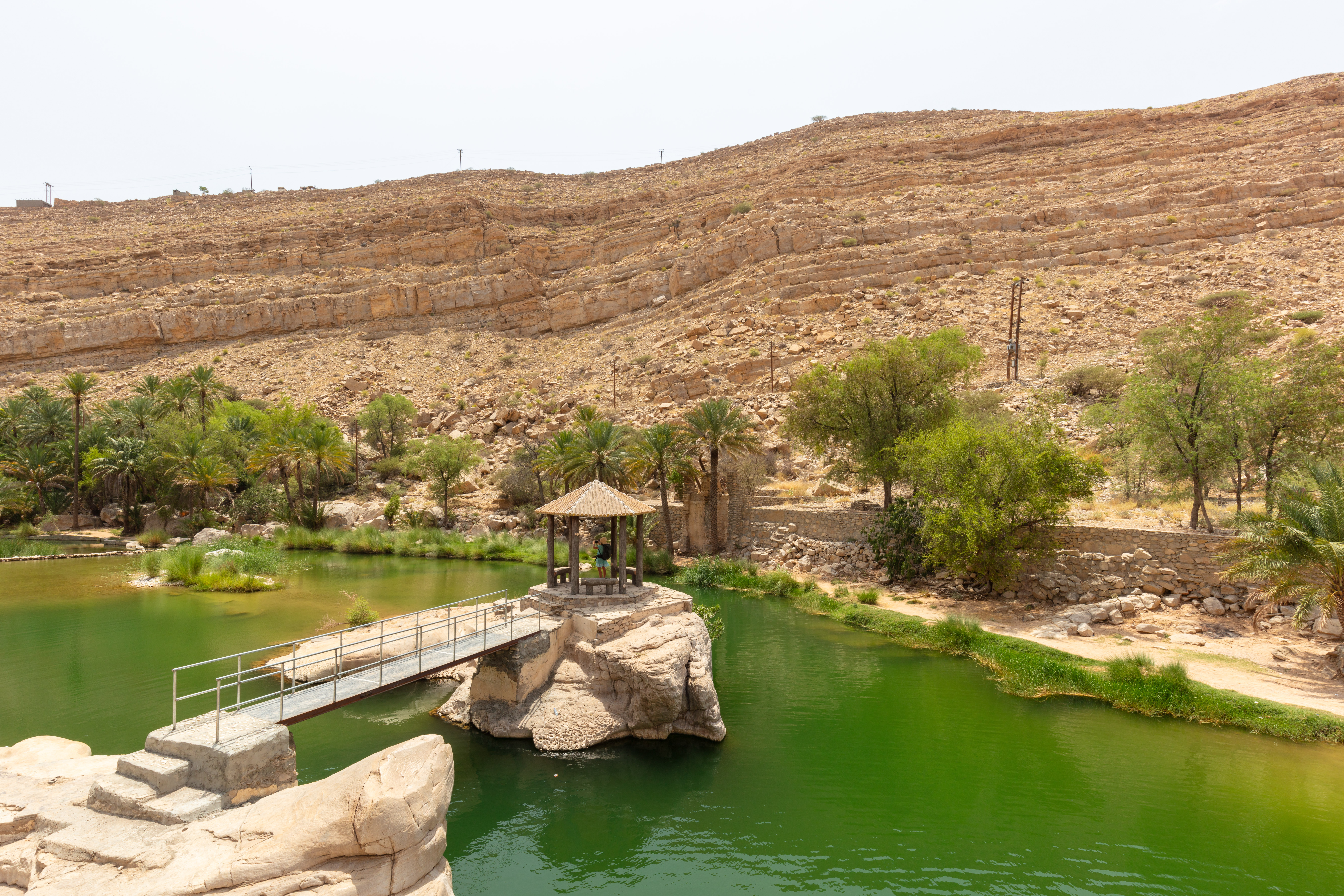
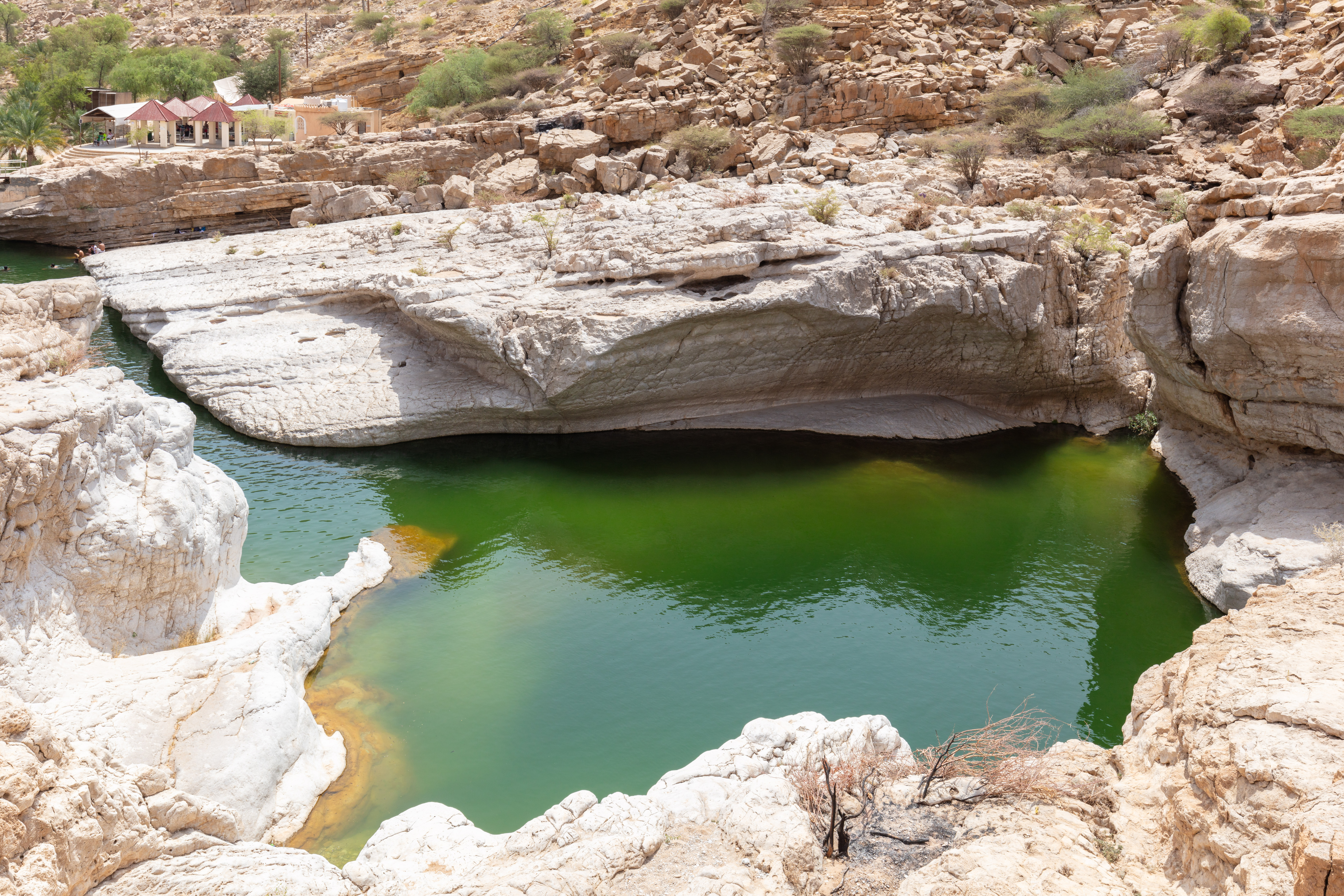
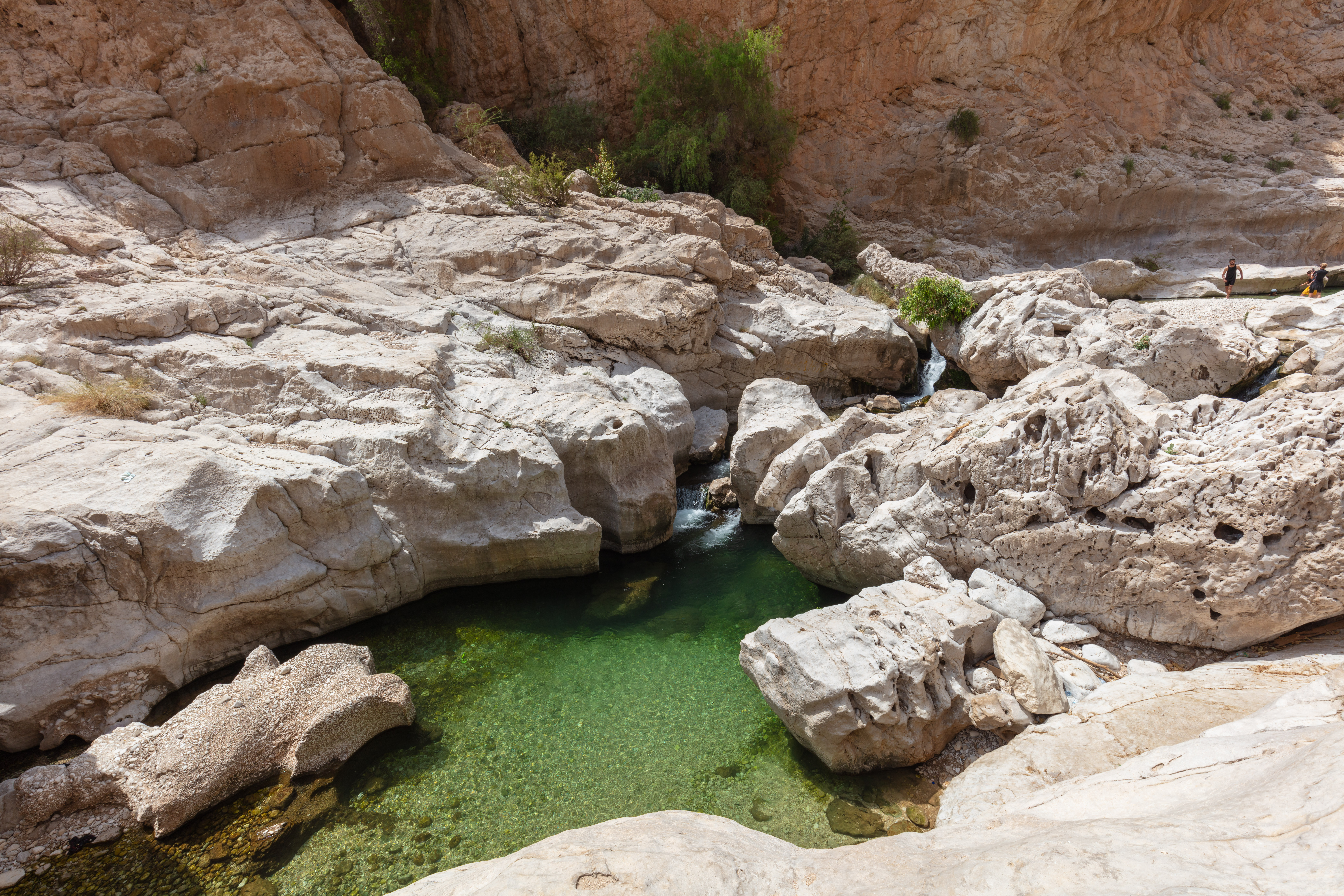
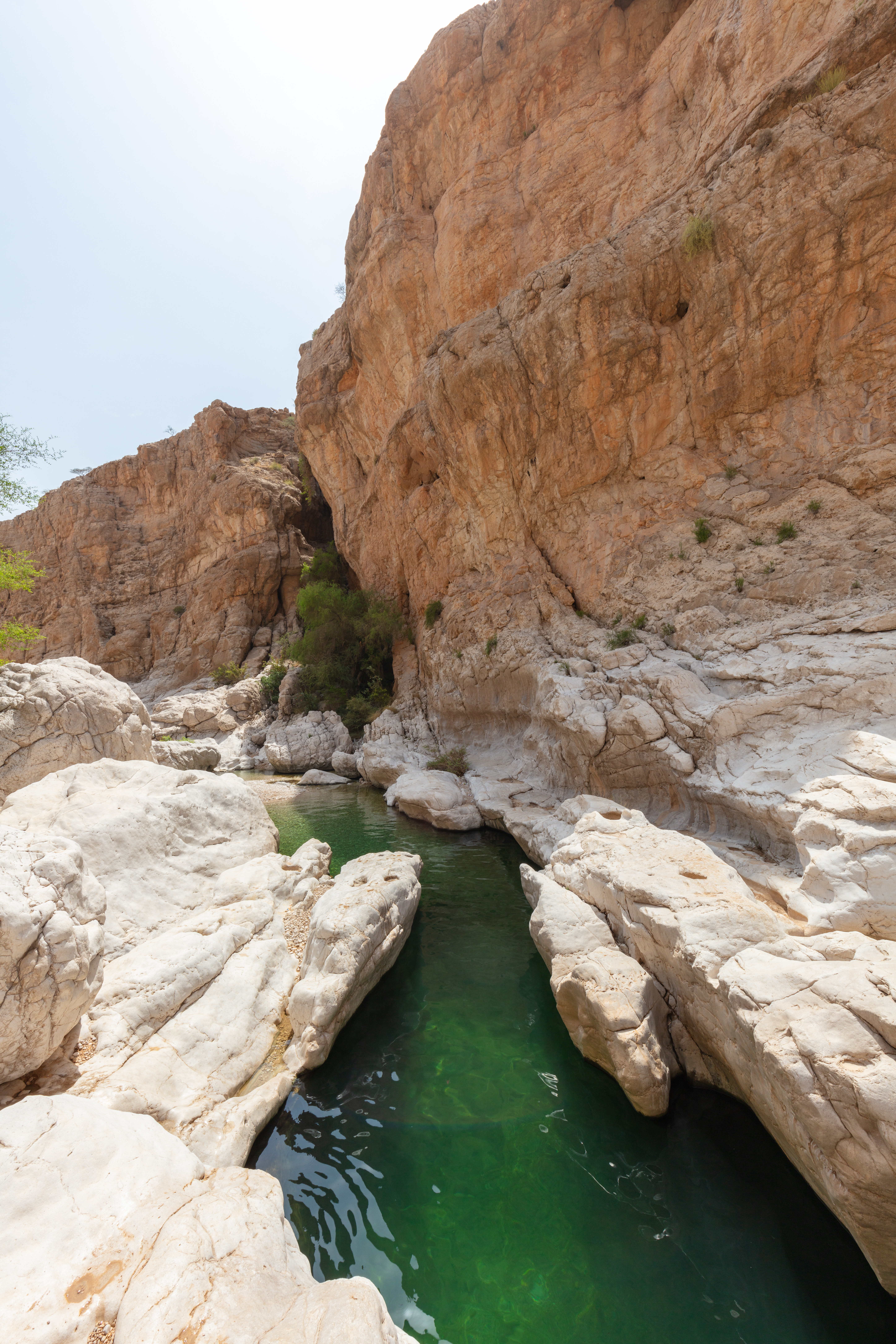
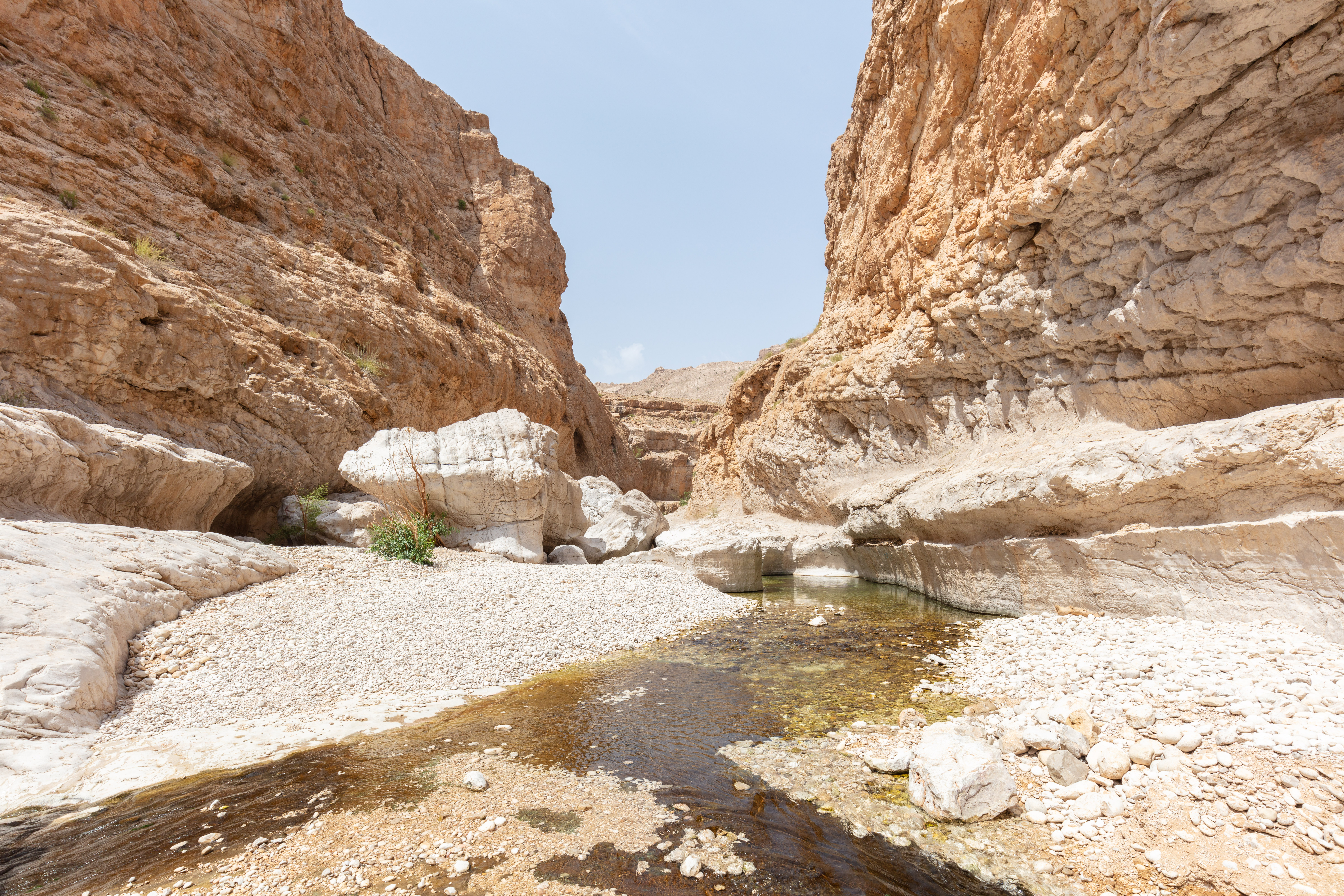

- Datos: Q5903599
- Multimedia: Wadi Bani Khalid / Q5903599